# Do gwiazd
Do gwiazd – singel polskiego piosenkarza Oskara Cymsa oraz hiszpańsko-portugalsko-polskiej piosenkarki Carli Fernandes, promujący film Akademia pana Kleksa. Singel został wydany 5 stycznia 2024.
Kompozycja znalazła się na 3. miejscu listy OLiA, najczęściej odtwarzanych utworów w polskich rozgłośniach radiowych. Nagranie otrzymało w Polsce status platynowego singla, przekraczając liczbę 50 tysięcy sprzedanych kopii.

## Geneza utworu i historia wydania
Utwór napisali i skomponowali Carla Fernandes, Maria Dzięcielak, Patryk Kumór, Dominic Buczkowski-Wojtaszek, Emilian Waluchowski i Piotr Zborowski.
Singel ukazał się w formacie digital download 5 stycznia 2024 w Polsce za pośrednictwem wytwórni płytowej Open Mind One w dystrybucji Sony Music Entertainment Poland. Piosenka została nagrana do filmu fabularnego Akademia pana Kleksa (2023) w reżyserii Macieja Kawulskiego i umieszczona na ścieżce dźwiękowej – Akademia pana Kleksa.
22 marca 2024 piosenka została zaprezentowana podczas gali Fryderyki 2024. 31 grudnia utwór został wykonany podczas Sylwestra z Dwójką organizowanego w Chorzowie i emitowanego na antenie stacji TVP2. 23 maja 2025 zaśpiewali singel podczas koncertu Radiowy przebój roku na Polsat Hit Festiwal 2025.

## „Do gwiazd” w stacjach radiowych
Nagranie było notowane na 3. miejscu w zestawieniu OLiA, najczęściej odtwarzanych utworów w polskich rozgłośniach radiowych.

## Teledysk
Do utworu powstał teledysk w reżyserii Macieja Kawulskiego, który udostępniono w dniu premiery singla za pośrednictwem serwisu YouTube.

## Lista utworów
- Digital download[2]

1. „Do gwiazd” – 2:44

## Notowania
| Kraj   | Lista (2024)             | Najwyższa pozycja |
| ------ | ------------------------ | ----------------- |
| Polska | OLiS – single w streamie | 94                |

| Kraj   | Lista (2023–24)                | Najwyższa pozycja |
| ------ | ------------------------------ | ----------------- |
| Polska | OLiS – oficjalna lista airplay | 3                 |

| Kraj   | Lista (2024)                   | Pozycja |
| ------ | ------------------------------ | ------- |
| Polska | OLiS – oficjalna lista airplay | 24      |

## Certyfikaty
| Kraj          | Certyfikat      | Sprzedaż |
| ------------- | --------------- | -------- |
| Polska (ZPAV) | platynowa płyta | 50 000+  |

## Wyróżnienia
| Rok  | Konkurs                  | Kategoria                   | Rezultat    |
| ---- | ------------------------ | --------------------------- | ----------- |
| 2024 | Gorąca 100               | 100 największych hitów 2024 | 98. miejsce |
| 2024 | Przebój roku RMF FM 2024 | Przebój roku                | 55. miejsce |